# Pervomaisc
Pervomaisc (ros. Первомайск, Pierwomajsk) – osiedle w Mołdawii (Naddniestrzu), w rejonie Slobozia. W 2004 roku liczyło 4434 mieszkańców.

## Demografia
Według danych spisu powszechnego w Naddniestrzu w 2004 roku osiedle liczyło 4434 mieszkańców, w tym 2068 Ukraińców, 1408 Rosjan, 750 Mołdawian, 45 Niemców, 44 Białorusinów, 27 Bułgarów, 20 Gagauzów, 1 Żyd i 71 przedstawicieli innych narodowości. 